# マルク・アレクサンドル
マルク・アレクサンドル（Marc Alexandre, 1959年10月30日 - ）はフランス、パリ出身の柔道家。身長170cm。

## 経歴
1984年のヨーロッパ選手権65kg級で優勝し、同年の
ロサンゼルスオリンピックではオーストリアのヨーゼフ・ライターと並んで銅メダル獲得。4年後のソウルオリンピックでは階級を一つ上げて出場し決勝で東ドイツのスベン・ロールを破って金メダルを獲得した。
1987年の世界柔道選手権大会で銀メダルを獲得した。
現役引退後はフランス柔道ナショナルチームのコーチを務めている。

## 主な戦績
- 1982年 - フランス国際　3位
- 1982年 - 東ドイツ国際　3位
- 1982年 - 世界軍人選手権大会　優勝
- 1983年 - ポーランド国際　3位
- 1984年 - フランス国際　3位
- 1984年 - ヨーロッパ選手権　優勝
- 1984年 - ロサンゼルスオリンピック　3位
- 1985年 - 大陸別対抗戦　団体戦　優勝
- 1985年 - ヨーロッパ選手権　2位
- 1986年 - フランス国際　2位
- 1986年 - ヨーロッパ選手権　3位
- 1987年 - フランス国際　優勝
- 1987年 - ハンガリー国際　優勝
- 1987年 - ソ連国際　優勝
- 1987年 - 世界選手権　2位
- 1988年 - フランス国際　優勝
- 1988年 - ソウルオリンピック　優勝
- 1989年 - フランス国際　3位
- 1989年 - ヨーロッパ選手権　3位
- 1989年 - 世界選手権　5位